# Witte engbloemboorvlieg
De witte engbloemboorvlieg (Euphranta connexa) is een vliegensoort uit de familie van de boorvliegen (Tephritidae). De wetenschappelijke naam van de soort is voor het eerst geldig gepubliceerd in 1794 door Fabricius.